# Газопровідник
Газопровідник (рос.газопроводчик; англ. gas-pipe builder; нім. Gasleiter m) – той, хто безпосередньо будує або обслуговує трубопровід. Власне - робоча спеціальність, яка охоплює ряд рівнів робочих спеціальностей - від робітника до майстра, оператора газопроводу та інженерного складу. 